# Xã Patoka, Quận Dubois, Indiana
Xã Patoka (tiếng Anh: Patoka Township) là một xã thuộc quận Dubois, tiểu bang Indiana, Hoa Kỳ. Năm 2010, dân số của xã này là 7.527 người.